# Seznam italijanskih poslovnežev
Seznam italijanskih poslovnežev.

## A
- Andrea Agnelli
- Gianni Agnelli
- Giovanni Agnelli
- Margherita Agnelli
- Umberto Agnelli
- Lamberto Andreotti
- Romano Artioli

## B
- Pietro Bastogi
- Carlo Benetton
- Luciano Benetton
- Luigi Berlusconi
- Silvio Berlusconi
- Ferdinando Bocconi
- Ettore Bugatti

## C
- Gianroberto Casaleggio
- Ugo Cavallero
- Luca Cordero di Montezemolo
  - Fermo Corni?
  - Guido Corni?
- Giacomo Costa (1836-1916)

## D
- Andrea Della Valle
- Diego Della Valle
- Dorino Della Valle

## E
- John Elkann

## F
- Giangiacomo Feltrinelli
- Michele Ferrero
- Paolo Fresco

## G
- Giovanni Gronchi

## I
- Ernesto Illy
- Riccardo Illy
- Ferdinando Innocenti

## L
- Luigi Lavazza
- Enrico Tullio Liebman
- Claudio Lotito
- Leonardo Del Vecchio

## M
- Sergio Marchionne
- Alessandro Martini
- Silvio Michelotto
- Angelo Moratti
- Luca Cordero di Montezemolo

## N
- Luca Napolitano

## O
- Camillo Olivetti

## P
- Aurelio Peccei
- Giorgio Pelassa
- Rinaldo Piaggio (1864-1938)

## Q
- Ottavio Quattrocchi

## S
- Antonio Salviati
- Armando Spagnoli
- Luisa Spagnoli (1877-1935)
- Luigi Spaventa
- Aldo Spinelli

## V
- Bruno Visentini
- Paolo Vitelli
- Sotirios Voulgaris (Bvlgari)